# Lista siturilor arheologice din județul Suceava - T
Lista siturilor arheologice din județul Suceava - T conține toate siturile arheologice din județul Suceava înscrise în Repertoriul Arheologic Național (RAN) și aflate în localități al căror nume începe cu litera T. RAN este administrat de Ministerul Culturii și Patrimoniului Național și cuprinde date științifice, cartografice, topografice, imagini și planuri, precum și orice alte informații privitoare la zonele cu potențial arheologic, studiate sau nu, încă existente sau dispărute.
Puteți căuta un sit din localitățile care încep cu litera T folosind formularul de mai jos sau puteți naviga prin toate siturile din județ la Lista siturilor arheologice din județul Suceava.
| Cod RAN                                   | Denumire | Localitate                      | Adresă  | Datare                       | Descoperit | Coordonate                                  | Imagine           | Erori            |
| ----------------------------------------- | --- | ------------------------------- | ------- | ---------------------------- | ---------- | ------------------------------------------- | ----------------- | ---------------- |
| 150533.01.01 (Cod LMI: SV-I-s-B-05439)    | Necropola de la Todirești / ansamblu anonim (Categorie: descoperire funerară) (Tip: Necropolă tumulară)                         | sat Todirești, comuna Todirești |         | sec. II-III                  |            |                                             | Încărcați imagine | Raportați eroare |
| 150533.02.01 (Cod LMI: SV-I-m-B-05440.01) | Situl arheologic din epoca medievală de la Todirești - "Siliște" / ansamblu anonim (Categorie: locuire) (Tip: Curte boierească) | sat Todirești, comuna Todirești | Siliște | sec. XV - XVI                |            | 47°41′42″N 26°02′31″E / 47.695°N 26.04194°E | Încărcați imagine | Raportați eroare |
| 150533.02.02 (Cod LMI: SV-I-m-B-05440.02) | Situl arheologic din epoca medievală de la Todirești - "Siliște" / ansamblu anonim (Categorie: locuire) (Tip: Biserică)         | sat Todirești, comuna Todirești | Siliște | sec. XV - XVI                |            | 47°41′42″N 26°02′31″E / 47.695°N 26.04194°E | Încărcați imagine | Raportați eroare |
| 150533.02.03 (Cod LMI: SV-I-s-B-05440)    | Situl arheologic din epoca medievală de la Todirești - "Siliște" / ansamblu anonim (Categorie: locuire) (Tip: Așezare)          | sat Todirești, comuna Todirești | Siliște |                              |            | 47°41′42″N 26°02′31″E / 47.695°N 26.04194°E | Încărcați imagine | Raportați eroare |
| 150533.02.04 (Cod LMI: SV-I-s-B-05440)    | Situl arheologic din epoca medievală de la Todirești - "Siliște" / ansamblu anonim (Categorie: locuire) (Tip: Așezare)          | sat Todirești, comuna Todirești | Siliște |                              |            | 47°41′42″N 26°02′31″E / 47.695°N 26.04194°E | Încărcați imagine | Raportați eroare |
| 150533.02.05 (Cod LMI: SV-I-s-B-05440)    | Situl arheologic din epoca medievală de la Todirești - "Siliște" / ansamblu anonim (Categorie: locuire) (Tip: Așezare)          | sat Todirești, comuna Todirești | Siliște | geto-dacică sec.II-III       |            | 47°41′42″N 26°02′31″E / 47.695°N 26.04194°E | Încărcați imagine | Raportați eroare |
| 150533.03.01                              | Situl arheologic din epoca migrațiilor de la Todirești - "La Nuci" / ansamblu anonim (Categorie: locuire) (Tip: Așezare)        | sat Todirești, comuna Todirești | La Nuci | Sântana de Mureș - Cerneahov |            |                                             | Încărcați imagine | Raportați eroare |
| 150533.03.02                              | Situl arheologic din epoca migrațiilor de la Todirești - "La Nuci" / ansamblu anonim (Categorie: locuire) (Tip: Așezare)        | sat Todirești, comuna Todirești | La Nuci |                              |            |                                             | Încărcați imagine | Raportați eroare |